# Stribet ryle
Stribet ryle (Calidris melanotos) er en vadefugl, der yngler øst for Ural i det nordlige Sibirien, Alaska og Canada. Den overvintrer i det sydlige Sydamerika, Australien og New Zealand og er en meget sjælden, men årlig gæst i Danmark.
|                        |
| En ikke-ynglende adult |

|                    |
| Adult i yngledragt |